# Cerococcus gabonensis
Cerococcus gabonensis är en insektsart som beskrevs av Lambdin 1983. Cerococcus gabonensis ingår i släktet Cerococcus och familjen Cerococcidae.
Artens utbredningsområde är Gabon. Inga underarter finns listade i Catalogue of Life.